# Breg ob Bistrici
Breg ob Bistrici este o localitate din comuna Tržič, Slovenia, cu o populație de 57 de locuitori.